# Seletice
Seletice – gmina w Czechach, w powiecie Nymburk, w kraju środkowoczeskim. Według danych z dnia 1 stycznia 2013 liczyła 165 mieszkańców.
Urodził się tu arcybiskup praski František Kordač.